# Charles Maurice Yonge
Pour les articles homonymes, voir Yonge.
Charles Maurice Yonge est un zoologiste britannique, né le 9 décembre 1899 à Wakefield et mort le 17 mars 1986.

## Biographie
Il est le fils de John Arthur et d’Edith née Carr. Il obtient son Bachelor of Sciences à l’Université d’Édimbourg en 1922. À l’Université de Bristol son Ph. D. en 1924 et son Doctorat of Sciences en 1927. Il se marie le 30 juin 1927 avec Martha Jane Lennox (elle meurt en janvier 1945), union dont il aura deux enfants.
De 1924 à 1927, il est assistant-naturaliste au laboratoire de biologie marine de Plymouth, puis, physiologiste de 1924 à 1927 et entre alors à Cambridge. Il dirige, en 1928-1929, une expédition sur la Grande barrière de corail. De 1933 à 1944, il enseigne la zoologie à l’Université de Bristol, de 1944 à 1964, il enseigne à celle de Glasgow et devient, en 1965, chercheur associé. Il devient membre de la Royal Society en 1946 et participe à diverses sociétés savantes. Il se marie une deuxième fois le 26 mars 1954 avec Phyllis Greenlaw Fraser dont il aura un fils.
Il est notamment l’auteur de The Seas (1928) avec Sir Frederick Stratten Russell (1897-1984), A Year on the Great Barrier Reef (1930), The Sea Shore (1949) et Oysters (1959). Il dirige la publication, aux côtés de Karl Milton Wilbur (1912-), Physiology of Mollusca.
Yonge étudie particulièrement les coraux, la digestion des invertébrés, la forme et l’évolution des mollusques bivalves.

## Distinctions
- Commandeur de l'Ordre de l'Empire britannique (CBE), 1954[1]
- Chevalier, 1967[2]

## Espèces dédiées
- Bryaninops yongei (Davis & Cohen, 1969), poisson marin de la famille des Gobiidae.
- Enteromius yongei (Whitehead 1960), poisson d'eau douce de la famille des Cyprinidae.